# 趙汸
趙汸（1319年—1369年），字子常。安徽休寧人。
祖父趙彌孝是南宋浦江稅官。元仁宗延佑六年（1319年）生，早年師從吳暾、洪震老、夏溥等。弱冠後離開徽州，四方求學。至正九年，趙汸的交遊對象蘇天爵敦促他應考，被他婉拒。求學結束後，嗜讀朱子《四書》，多所疑難，乃盡取朱子書讀之。師事黃澤，專攻《春秋》《易》象之學。後復從臨川虞集遊，獲聞吳澄之學，思想可見於《对江右六君子策略》，主張“澄心默坐，涵養本源，以為致思之地”，而後“凡所得於師之指及文字奧義有未通者，必用向上功夫以求之”。
趙汸生於亂世，淡泊名利，隱居著述，作“東山精舍”以奉母，學者稱東山先生。邑人建商山書院，聘趙汸、朱升為書院山長。至正十二年，新安有戰事，至正十七年，徽州歸附朱元璋，趙汸選擇避居深山。晚年多病，醫士要求他多休養。洪武二年（1369年）召修《元史》，完成初稿159卷。半年後乞還東山。未幾，以病卒。著有《葬書問對》、《東山存槁》、《周易文詮》、《春秋集傳》等。《明史·儒林傳》有傳。